# Астапкович, Игорь Вячеславович
Игорь Вячеславович Астапкович (бел. Ігар Вячаслававіч Астапковіч; 4 января 1963, Новополоцк) — советский и белорусский легкоатлет (метание молота). Заслуженный мастер спорта СССР (1991), заслуженный мастер спорта Республики Беларусь (1995).

## Биография
Первый тренер Зайцев П. В. Также его тренировали Бакаринов Ю. М. (1991—1993), Тарасюк Ю. Н. (1993—1999), Астапкович К. В. и Клим Р. И. (1999—2004).
Окончил Новополоцкий политехнический институт, специальность — инженер-механик металлорежущих станков и инструментов. Окончил Высшую школу тренеров.
Женат на известной легкоатлетке сборной Белоруссии Ирине Ятченко. Сын — баскетболист Антон Астапкович.
В настоящее время находится на заслуженной пенсии, консультирует на общественных началах.

## Достижения
Серебряный призёр XXV Олимпийских игр в Барселоне (1992);
Бронзовый призёр XXVII Олимпийских игр в Сиднее (2000);
Серебряный призёр чемпионатов мира: 1991, 1993, 1995.
Победитель Всемирной универсиады: 1987, 1989.
Победитель Игр Доброй Воли в Сиэтле (1990).
Обладатель Кубка Европы (1991),
Серебряный призёр Кубка Европы (1995).
Чемпион Европы: 1990 (Сплит, Хорватия);
Серебряный призёр чемпионата Европы 1994 (Хельсинки).
6-кратный чемпион СССР.
В 1992 году на финале Гран-при в Севилье установил рекорд Республики Беларусь — 84,62 (третий результат в мире за всю историю метания молота, мировой рекорд на счету Юрия Седых — 86.74).
Является обладателем неофициального Мирового рекорда для спортсменов старше 40 лет 82.23, установленного в 2004 году.